# Ilio Barontini
(Arrigo Boldrini)
Ilio Barontini (Cecina, 28 settembre 1890 – Scandicci, 22 gennaio 1951) è stato un partigiano e politico italiano.
Antifascista di impostazione prima socialista e poi comunista, combattente nella guerra di Spagna, nella resistenza in Etiopia, in Francia e in Italia, senatore del PCI, cittadino onorario della città di Bologna. Decorato dalle forze alleate con la Bronze Star Medal e dall'Unione Sovietica con l'Ordine della Stella Rossa.

## Biografia

### La gioventù
Barontini nacque a Cecina da famiglia di tendenze anarchiche. Sensibile ai temi della politica, a 15 anni iniziò a lavorare presso il Cantiere Orlando di Livorno, iscrivendosi al Partito Socialista Italiano. Negli anni che precedettero la prima guerra mondiale si dichiarò "non interventista". Richiamato alle armi, ben presto Barontini, nell'ambito della "mobilitazione industriale", fu destinato alla produzione nelle Officine Breda a Milano. Finita la guerra, nel 1920, Barontini fu assunto dalle Ferrovie dello Stato come operaio tornitore. Svolse questo lavoro presso il deposito ferroviario della stazione San Marco di Livorno fino al 1923, quando fu licenziato per motivi politici. In quel periodo cominciò ad avere come proprio punto di riferimento politico il gruppo de L'Ordine Nuovo, fondato da Antonio Gramsci, che, all'interno del PSI, raccoglieva le componenti intransigenti-rivoluzionarie, apertamente simpatizzanti per Lenin e la rivoluzione bolscevica. Nel 1920, in occasione delle elezioni amministrative, fu eletto consigliere comunale come esponente di punta del PSI. Nel 1921 fu fra i fondatori del Partito Comunista d'Italia nel congresso di Livorno. Successivamente fu eletto sia segretario della federazione comunista che responsabile della Camera del Lavoro della città di Livorno. Militò negli Arditi del popolo e subì aggressioni ed arresti, ma non si arrese mai e tornò sempre alla militanza politica. Nel 1927 fu di nuovo arrestato e, dopo aver trascorso circa un anno in carcere ad Ancona, processato dal Tribunale Speciale fascista, ma fu assolto per insufficienza di prove.

### Espatrio in Francia
Per sfuggire ad un nuovo mandato di cattura, nel 1931 Barontini espatriò avventurosamente in Francia con una pericolosa traversata in barca che lo portò da Livorno in Corsica, rifugiandosi poi a Marsiglia. Il suo lavoro di rivoluzionario di professione lo spinse poi a Parigi dove entrò nell'apparato clandestino del PCd'I, per conto del quale si occupò dell'emigrazione italiana in Francia e dell'invio in Italia dei "corrieri" incaricati di tenere i contatti tra il centro estero del partito e l'organizzazione clandestina comunista. 

### In Unione Sovietica
Dopo circa un anno e mezzo dal suo arrivo in Francia passò in Unione Sovietica. In URSS inizialmente Barontini "è incaricato di svolgere attività politica tra i marinai di lingua italiana nei club internazionali dei lavoratori marittimi" poi passò a lavorare a Mosca come operaio specializzato in una fabbrica aeronautica dipendente dall'Armata Rossa, situazione che gli offrì l'opportunità di frequentare l'Accademia Militare Frunze, ottenendo il grado di Maggiore. 

### In Spagna
Nel 1936 Barontini fu inviato in Spagna dove nel frattempo era già scoppiata la Guerra civile. Nominato commissario politico del Battaglione Garibaldi (unità combattente italiana delle Brigate Internazionali), Barontini sostituì Randolfo Pacciardi, ferito, come comandante dello stesso battaglione alla viglia della battaglia di Guadalajara, dimostrandosi, pur non essendo un militare di professione, pienamente all'altezza della situazione. La vittoria di Guadalajara (1937) fece di Barontini una sorta di eroe dell'antifascismo militante. Infatti, nonostante un incidente di percorso dovuto al suo scarso senso della disciplina militare, le capacità e le qualità dimostrate da Barontini a Guadalajara erano state così manifeste, che il Comintern decise di inviarlo in Etiopia in appoggio alla Resistenza locale.

### In Etiopia
Alla fine del 1938 Barontini si trasferì, su indicazione di Giuseppe Di Vittorio, in Etiopia, dove, qualche mese più tardi, fu raggiunto da altri esponenti dell'Internazionale Comunista, dando vita al gruppo dei cosiddetti "tre apostoli": Barontini era Paulus, lo spezzino Domenico Rolla era Petrus e il triestino Anton Ukmar era Johannes. Il gruppo degli "apostoli" fondò il foglio La Voce degli Abissini e addestrò e organizzò i guerriglieri etiopici, con risultati apprezzabili sia sul piano militare che su quello politico. Venne messa anche una taglia su di lui, ma Barontini, che in Etiopia aveva assunto la falsa identità di un antifascista francese, Paul Langlois, riuscì a fuggire in Sudan, accolto a Khartoum dal generale britannico Harold Alexander che gli concesse un riconoscimento per i meriti acquisiti nell'organizzazione della resistenza all'invasione fascista italiana in Etiopia.

### In Francia
Nel momento in cui la Francia cadde sotto il controllo dei nazisti, con l'ascesa al potere del governo Pétain, Barontini organizzò militarmente i nuclei di partigiani francesi comunisti, denominati "Francs-tireurs partisans (FTP)", fidando sull'appoggio anche della classe operaia francese che mal sopportava gli occupanti tedeschi. I partigiani francesi del Maquis utilizzarono nei combattimenti delle bombe soprannominate "Giobbe", inventate da Barontini stesso, così chiamate dal nome di battaglia da lui utilizzato in Francia. Nell'estate del 1941 Barontini si spostò nella Francia del sud (Provenza) assumendo il ruolo di capo di stato maggiore dei FTP e partecipando ad azioni spettacolari, come, per esempio, l'attentato all'hotel Terminus a Marsiglia, che videro protagonisti, oltre a Barontini, altri dirigenti e militanti del PCI, reduci dalla guerra civile spagnola, "che qui perfezionano l'allenamento alla vita clandestina e all'uso delle tecniche di una guerra condotta in ambito urbano con attentati dinamitardi e alle persone".

### In Italia
Immediatamente a seguito dell'Armistizio dell'8 settembre 1943 Barontini tornò in Italia per contribuire alla lotta di liberazione dai nazifascisti, assumendo il nome di battaglia di "Dario". Dotato di ottime capacità di organizzatore e di una notevole esperienza militare nella guerriglia, durante la Resistenza fu il perno dell'organizzazione antifascista in diverse città e zone d'Italia. Organizzò i Gruppi di azione patriottica (GAP) a Torino, a Milano e in Emilia-Romagna. Di lui parla con grande ammirazione Giorgio Amendola in Comunismo, antifascismo e Resistenza. Antonio Roasio nel suo libro Figlio della classe operaia descrive le peregrinazioni fatte nel centro-nord della penisola da Barontini e di come insegnasse a gappisti e sappisti le tecniche militari apprese in tanti anni di battaglie, sui svariati fronti di guerra (e forse anche dagli esperti istruttori dell'Armata Rossa) - dall'uso di una bomba a mano al metodo più spiccio per far deragliare un convoglio - ricordandolo attivo nel "visitare le città dell'Italia centro-settentrionale per organizzare e far funzionare i gruppi gappisti. Studiava gli uomini, le loro caratteristiche, insegnava i primi elementi sulla costruzione di bombe a mano, bombe a scoppio ritardato, come far deragliare un treno, ecc. Aveva sempre con sé una vecchia borsa sgualcita, che certo non poteva passare per quella di un avvocato. Un giorno gli chiesi che cosa custodisse tanto gelosamente: l'aprì, c'erano dei panini, alcuni oggetti personali e dei candelotti di dinamite. In Emilia-Romagna diresse la lotta di Resistenza in qualità di comandante del CUMER (Comando Unificato Militare Emilia-Romagna), con centro operativo a Bologna. Nel novembre 1944, probabilmente, prese parte alla battaglia di Porta Lame e, circa una settimana più tardi, a quella della Bolognina, luoghi dove si erano concentrate ingenti forze partigiane, in vista dell'insurrezione, ritenuta imminente, di Bologna. Liberazione, che, dopo la stasi invernale, ebbe luogo, invece, soltanto il 21 aprile 1945, quando Barontini sfilò per le vie della città alla testa dei suoi uomini.

### Nel dopoguerra
Finita la seconda guerra mondiale Barontini fu eletto segretario della federazione comunista di Livorno. Inoltre fece parte della Consulta Nazionale. Fu eletto nel 1946 per il PCI deputato all'Assemblea Costituente nella circoscrizione di Pisa e Livorno e, nel 1948, al Senato della Repubblica, dove fu segretario della commissione Difesa.
Per la sua attività fu decorato con la Bronze Star ancora dal generale Alexander, mentre Giuseppe Dozza gli conferì il titolo di cittadino onorario della città di Bologna. L'Unione Sovietica gli conferì il prestigioso Ordine della Stella Rossa.
Morì in un incidente automobilistico a Scandicci nel 1951 all'età di 60 anni, sulla strada per Firenze dove si stava recando a portare il saluto dei comunisti livornesi alla federazione fiorentina del partito, assieme ad altri due dirigenti di valore come Otello Frangioni e Leonardo Leonardi.

## Onorificenze

### Il ricordo
È stata istituita la Coppa Barontini importante palio remiero livornese.